# IC 4343
IC 4343 — галактика типу E-S0 (еліптична спіральна галактика) у сузір'ї Волопас.
Цей об'єкт міститься в оригінальній редакції індексного каталогу.